# Thun-Saint-Martin
Thun-Saint-Martin è un comune francese di 542 abitanti situato nel dipartimento del Nord nella regione dell'Alta Francia.
Il territorio comunale è bagnato dalle acque del fiume Erclin.

## Società

### Evoluzione demografica
Abitanti censiti